# Hans-Günther Bücking
Hans-Günther Bücking (* 20. September 1951 in Bleicherode; † 24. April 2025 in Sollstedt-Wülfingerode) war ein deutscher Kameramann und Regisseur. 

## Leben und Wirken
Der in der DDR geborene Bücking kam 1961 in die Bundesrepublik Deutschland. Nach dem Studium arbeitete er zunächst als Steinmetz und Bildhauer. Später wirkte er bei Rainer Werner Fassbinder als Beleuchter und auch als Kameraassistent.
Seit 1983 drehte Bücking etwa 60 Kinofilme, mehr als 50 Fernseh- und zahlreiche Werbefilme. Einer seiner bekanntesten Filme ist Jennerwein, eine Biographie über einen bayerischen Wilderer, gedreht 2003 im Auftrag des Bayerischen Fernsehens. Weitere bekannte Filme sind Schneeland (Kamera), für welchen er unter anderem den Deutschen Filmpreis und den Bayerischen Filmpreis gewann, Lebewohl, Fremde und Justiz, der als bester fremdsprachiger Film 1994 für den Golden Globe Award nominiert war.
Auch für Filme wie Todesspiel und Solo für Klarinette stand er hinter der Kamera. Jedoch konzentrierte er sich immer mehr auf Regie und Kamera, so zum Beispiel bei Blackout – Die Erinnerung ist tödlich, wo er für die Folge Licht den Deutschen Kamerapreis erhielt.
Bücking war Mitglied im Bundesverband Regie (BVR).
Bücking lebte mit seinen beiden Söhnen in München. 1999 starb seine Frau. Am 30. September 2011 heiratete er die österreichische Schauspielerin Marion Mitterhammer. Bücking starb am 24. April 2025 im Alter von 73 Jahren im Sollstedter Ortsteil Wülfingerode.

## Filmografie (Auswahl)

### Regie und Kamera
- 1991: Einmal Arizona
- 1999: Die Häupter meiner Lieben
- 2001: Polizeiruf 110: Fluch der guten Tat
- 2002: Jennerwein
- 2004: Der Elefant – Mord verjährt nie (Fernsehserie, eine Folge)
- 2005–2006: Blackout – Die Erinnerung ist tödlich (Fernsehserie, zwei Folgen)
- 2007–2008: GSG 9 – Ihr Einsatz ist ihr Leben (Fernsehserie, acht Folgen)
- 2008:	Familie ist was Wunderbares
- 2009:	Der Teufel mit den drei goldenen Haaren
- 2009:	Schatten der Gerechtigkeit
- 2009–2012: Wilsberg (Fernsehreihe, zehn Filme)
- 2010:	Ihr mich auch
- 2011:	Die Tänzerin – Lebe Deinen Traum
- 2015: K-10 Stunden Angst
- 2015: Vanessa
- 2018: Loybner
- 2019: Frida
- 2020: Lotti oder der etwas andere Heimatfilm
- 2022: Taktik

### Kamera
- 1983: Reise in ein verborgenes Leben
- 1985: Gefahr für die Liebe – AIDS
- 1987: Der gläserne Himmel
- 1989: Jenseits von Blau
- 1990: Nie im Leben
- 1991: Lebewohl, Fremde
- 1992: Gudrun
- 1992: Wir Enkelkinder
- 1993: Justiz
- 1995: Wer Kollegen hat, braucht keine Feinde
- 1997: Todesspiel
- 1998: Die Cellistin (Liebe und Verhängnis)
- 1998: Das merkwürdige Verhalten geschlechtsreifer Großstädter zur Paarungszeit
- 1998: Vickys Nightmare
- 1998: Widows – Erst die Ehe, dann das Vergnügen
- 1999: Solo für Klarinette
- 2000: Harte Jungs
- 2000: Falling Rocks
- 2001: Betty – Schön wie der Tod
- 2001: Der Tanz mit dem Teufel
- 2002: 17. Juni – Der große Aufstand
- 2003: Zwei Tage Hoffnung
- 2002: Tauerngold
- 2002: 666 – Traue keinem, mit dem du schläfst!
- 2003: Schneeland

## Auszeichnungen (Auswahl)

### Deutscher Kamerapreis
- 1988 für Der gläserne Himmel
- 2002 in der Kategorie Fernsehspiel für Der Tanz mit dem Teufel
- 2007 in der Kategorie Fernsehserie für Blackout – Die Erinnerung ist tödlich (Folge: Licht)

### Bayerischer Filmpreis
- 2005 für Bildgestaltung in Schneeland (Auszeichnung am 13. Januar 2006)

### Deutscher Filmpreis
- 2005 in Gold für Beste Kamera/Bildgestaltung in Schneeland